# サバ・ゴグリチーゼ
サバ・ゴグリチーゼ（Saba Goglichidze グルジア語: საბა გოგლიჩიძე, 2004年6月25日 - ）は、ジョージア・イメレティ州クタイシ出身のサッカー選手。セリエA・エンポリFC所属。ポジションはDF。

## クラブ経歴

### FCトルペド・クタイシ
2021年にFCトルペド・クタイシのトップチームに昇格。7月4日の国内リーグエロヴヌリ・リーガのFCイベリア1999戦で、先発で起用されプロデビュー。翌2022年シーズンより出場機会も増加した。

### エンポリFC
2024年1月20日、エンポリFCと2028年6月までの4年半の契約を締結。途中加入の2023-24シーズンはU-19ユースチームに配属。2024-25シーズンより正式にトップチームに登録。8月31日のボローニャFC戦で先発で起用され、セリエA初出場を果たした。

## 代表経歴
2022年より各ユース世代のジョージア代表に招集。2024年9月にUEFAネーションズリーグに向けてのフル代表に初招集。7日のチェコ戦で、後半43分にギオルギ・グヴェレシアニとの交代で起用され、代表デビュー。試合も4-1で勝利した。